# Костянтин Яцек Любомирський
Костянтин Яцек Любомирський (1620–1663) — князь, польський магнат, посол (депутат) Сейму, крайчий великий коронний (1657 - 1658), підчаший великий коронний (1658-1663); староста сондецький та білоцерківський, власник міста Ярослава.

## Життєпис
Представник польського магнатського роду Любомирських гербу Шренява без Хреста. Син Станіслава Любомирського, краківського воєводи та Софії Острозької. Був наймолодшим із трьох синів Станіслава, успадкував палац у Полкінах і керував вісьницькими маєтками разом із братами Александром Міхалом та Єжи Себастьяном. Іноді іменується у документах як Костянтин Гіяцинт (пол. Hiacynt)
Посол (депутат) прошовицького сеймику, надзвичайного сейму 1647 року.
1648 року одружився з Доміцеллою Барбарою Любомирською, уродженою Щавінською.
Депутат першого сейму 1652 року від Краківського воєводства.
1654 року у францисканському костелі св. Різдва Пресвятої Богородиці на кошти К. Я. Любомирського була розширена каплиця Преображення Господнього. Він був засновником костелу отців реформатів у Ярославі. Як власник Ярослава, він видав постанову від 29 червня 1650 року, згідно з якою: «бокораші з околиць Ярослава, тобто від Шівсько, Манастира і Нелипковичів, зобов'язана затримувати свої кораблі в порту Ярослава і, в разі необхідності, захищати місто своїми гарматами, під страхом конфіскації кораблів і товарів».
Князь Костянтин Яцек був відомим полководцем під час війн з козаками, Швецією, Трансильванією та Московським царством. Він був старостою Нового Сонча і Білої Церкви, поблизу якої 1651 року відбулася битва з козаками. 1655 року шведська армія захопила належний йому замок у Новому Вісьничі та пограбувала його після однорічного перебування. К. Я. Любомирський був учасником Тишовецької конфедерації (1655).
Помер Костянтин Яцек Любомирський бездітним 1663 року.